# CO-59
CO-59、六社協定新聞社用文字コード（ろくしゃきょうていしんぶんしゃようもじこーど）
とは、1959年に新聞社間などでの記事などの交換を目的として定められた文字コードである。

## 概要
北海道新聞・中部日本新聞・西日本新聞・産経新聞・中国新聞・共同通信の六社間での共通に記事データを交換するための文字コードである。このコード表は漢テレファックス符号及び文字配列表と呼ばれる。新聞で必要な文字をコード化したものである。もっとも古い漢字の含まれた文字コードである。
世界初の日本語ワードプロセッサのJW-10も、発表段階ではこの文字コードが使用されていたが、出荷時にはJIS C 6226準拠に改められた。
1977年にCO-77として規格が更新された。
この文字コードはその後の文字コードに大きく影響を与えており、1979年に定められる「JIS C 6226-1978」の基の資料として使用された。

## 含まれている文字
含まれる文字は下記になる。
- 平仮名「あ」から「ん」、「が」から「ぼ」、「ぱ」から「ぽ」、「っ」、「ゃ」から「ょ」
- 片仮名「ア」から「ン」、「ガ」から「ボ」、「パ」から「ポ」、「ッ」、「ャ」から「ョ」
- 当用漢字
- 和字間隔、句点、読点、終止符、カンマ、長音符、野球ボールの絵文字

## 参考資料
- 『文字符号の歴史-欧米と日本編』安岡孝一
- 『図解で分かる文字コードのすべて』清水哲郎